# Masquerade (Chatsjatoerjan)
Masquerade is een compositie van Aram Chatsjatoerjan met een uitvoeringsduur van circa 30 minuten. De compositie werd in 1941 op verzoek van theaterdirecteur Ruben Simonov vervaardigd als toneelmuziek bij het drama Masquerade van Mikhail Lermontov, in een speciale productie in het theater van Yevgeny Vakhtangov, 100 jaar na het overlijden van Lermontov. Het ging in première op 21 juni 1941 in Moskou.
Enkele jaren later, in 1944, maakte Chatsjatoerjan nog een op de toneelmuziek gebaseerde suite met een uitvoeringsduur van circa 17 minuten. Ook werd er een ballet met de naam Masquerade gecreëerd, gebaseerd op zowel de muziek als de verhaallijn van het toneelstuk.
Het ballet Masquerade is een zeldzaamheid, en complete uitvoering ook. Maar de uitvoering als suite is wel populair.

## Verhaallijn
Het psychologisch drama draait om de heer Arbenin, die steeds wantrouwiger wordt naar zijn vrouw Nina toe. Hij verdenkt haar steeds meer van overspel, en door deze toenemende obsessie raakt hij steeds verder van de werkelijkheid. Uiteindelijk laat hij haar ongemerkt vergif drinken, om er daarna alleen maar achter te komen dat ze onschuldig was. Als gevolg daarvan wordt hij helemaal krankzinnig.

## Muziek
In de loop der tijd hebben met name Russische componisten zich laten inspireren door dit werk, daaronder bevinden zich Aleksandr Mosolov (een opera), Aleksandr Glazoenov en Vissarion Sjebalin (toneelmuziek). De opvoeringen in 1941 werden al snel afgebroken vanwege de inval van Nazi-Duitsland in de Sovjet-Unie. Masquerade wordt als toneelproductie maar zelden uitgevoerd. Op YouTube staat dan ook maar één complete uitvoering. En dat is tevens de enige op dvd.
Hoogtepunten van de muziek van Chatsjatoerjan werden in 1944 verzameld in een suite, die door plaatopnamen en uitvoeringen wel enige bekendheid bleef genieten. Desalniettemin wordt deze in wezen ongeveer 15-20 minuten durende vijfdelige suite (1: Wals, 2: Nocturne, 3: Mazurka, 4:Romance, 5: Galop) soms nog verder ingekort. Zo kent de bewerking voor piano nog slechts de deeltjes Nocturne, Romance en Wals. Pianist Murray McLachlan nam in 1992 dan nog alleen de Wals op voor een compact disc met pianomuziek van Chatsjatoerjan. Het werd in datzelfde jaar uitgegeven door Olympia Compact Discs Ltd. (heruitgave Alto).

### Onderdelen
1. Romance
2. Mazurka
3. Wals
4. Galop
5. Nocturne
6. Wals voor de slaapkamer scene
7. Wals op het gemaskerd bal
8. Wals in het casino
9. Thema van de barones
10. Thema van Kazarin
11. Armband thema
12. Introductie
13. Eind van het bal
14. Koor[5]

## In de ballet-film is er echter een andere indeling
1. Proloog & opening
2. Het bal
3. Pas de Deux
4. Corps de ballet en solisten
5. Interlude en kaartspel
6. Pas de Deux
7. Corps de ballet en solisten
8. Interlude
9. Processie en interlude - Corps de ballet en solisten
10. Nina's dood
11. Conclusie - Arbenin's berouw.[6]